# 地理 (書籍)
Ashkharatsuyts （Աշխարհացոյց （亚美尼亚传统字体）; Աշխարհացույց （亚美尼亚改良字体）），在英文作品中经常被译为地理，是中世纪早期由阿纳尼亚·希拉卡齐编写的一部有关亚美尼亚、格鲁吉亚、阿尔巴尼亚、高加索、伊朗、美索不达米亚等地理的亚美尼亚图书。
《Ashkharatsuyts》是马捷纳达兰写本馆中最老的一本地理书

## 参引
1. ↑  遗产：地理学 （页面存档备份，存于）. 马捷纳达兰. 访问日期：2009年10月28日.